# 光萼猪屎豆
光萼猪屎豆（学名：Crotalaria trichotoma）又名南美豬屎豆，为豆科猪屎豆属下的一个植物种。